# Howell (New Jersey)
Howell è un comune (township) degli Stati Uniti d'America, nella Contea di Monmouth, nello Stato del New Jersey.

## Località
Il comune comprende il census-designated place di:
- Ramtown